# Francisco Dañobeitia
Francisco José Dañobeitia Rodríguez (née le 29 janvier 1991 au Chili), est un acteur chilien.

## Filmographie

### Télévision
| Année     | Telenovela       | Rôle              | Chaîne   |
| --------- | ---------------- | ----------------- | -------- |
| 2014-2015 | Valió la pena    | Vicente Rodríguez | Canal 13 |
| 2015      | Papá a la deriva | Felipe Briceño    | Mega     |